# Barton, Maryland
Barton är en kommun (town) i Allegany County i Maryland. Vid 2010 års folkräkning hade Barton 457 invånare.